# Йенсен, Кристиан Альбрехт
Кристиан Альбрехт Йенсен (дат. Christian Albrecht Jensen; 26 июня 1792, Бредштедт — 13 июля 1870, Копенгаген) — датский художник-портретист, один из представителей Золотого века датского искусства.

## Жизнь и творчество
Родился в семье перчаточника.
Художественное образование получил в 1810—1816 годах а Датской королевской академии искусств в Копенгагене, под руководством К. А. Лоренцена. В 1817—1818 годах Йенсен учится в дрезденской Академии художеств.
В 1818 году он совершает поездку в Италию, посещает по пути Вену, Венецию, Болонью и Флоренцию. Затем больше года живёт в Риме, где знакомится со скульптором Б. Торвальдсеном. В папской столице датский художник близко сходится с представителями местной датско-немецкой культурной колонии, пишет портреты многих её представителей. Покинув Италию, Йенсен на некоторое время оседает в Гамбурге, где живёт как свободный художник. Зимой 1822/23 годов он возвращается в Копенгаген, и женится на Катрин Лоренцен.
За свою долгую жизнь живописца мастер написал более 400 полотен, в том числе крупнейших современных ему представителей науки и искусства (портреты Гаусса (1840), Торвальдсена и др.). С 1832 года он работает при Королевском собрании произведений искусств в замке Фредериксборг, сперва как копиист, затем как хранитель. С 1835 года он — профессор живописи. В 1837 году мастер выполняет для Пулковской обсерватории под Санкт-Петербургом серию из 11 полотен — портретов известных учёных. Свои два последние портрета Йенсен создаёт в 1854 году — Андреаса Кристиана Крога и теолога Андреаса Готлиба Рудельбаха. Эти работы признаются специалистами как одни из лучших в творчестве мастера.

## Галерея

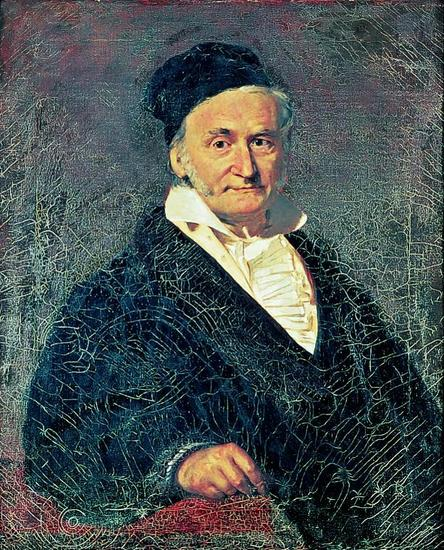
Портрет К. Ф. Гаусса
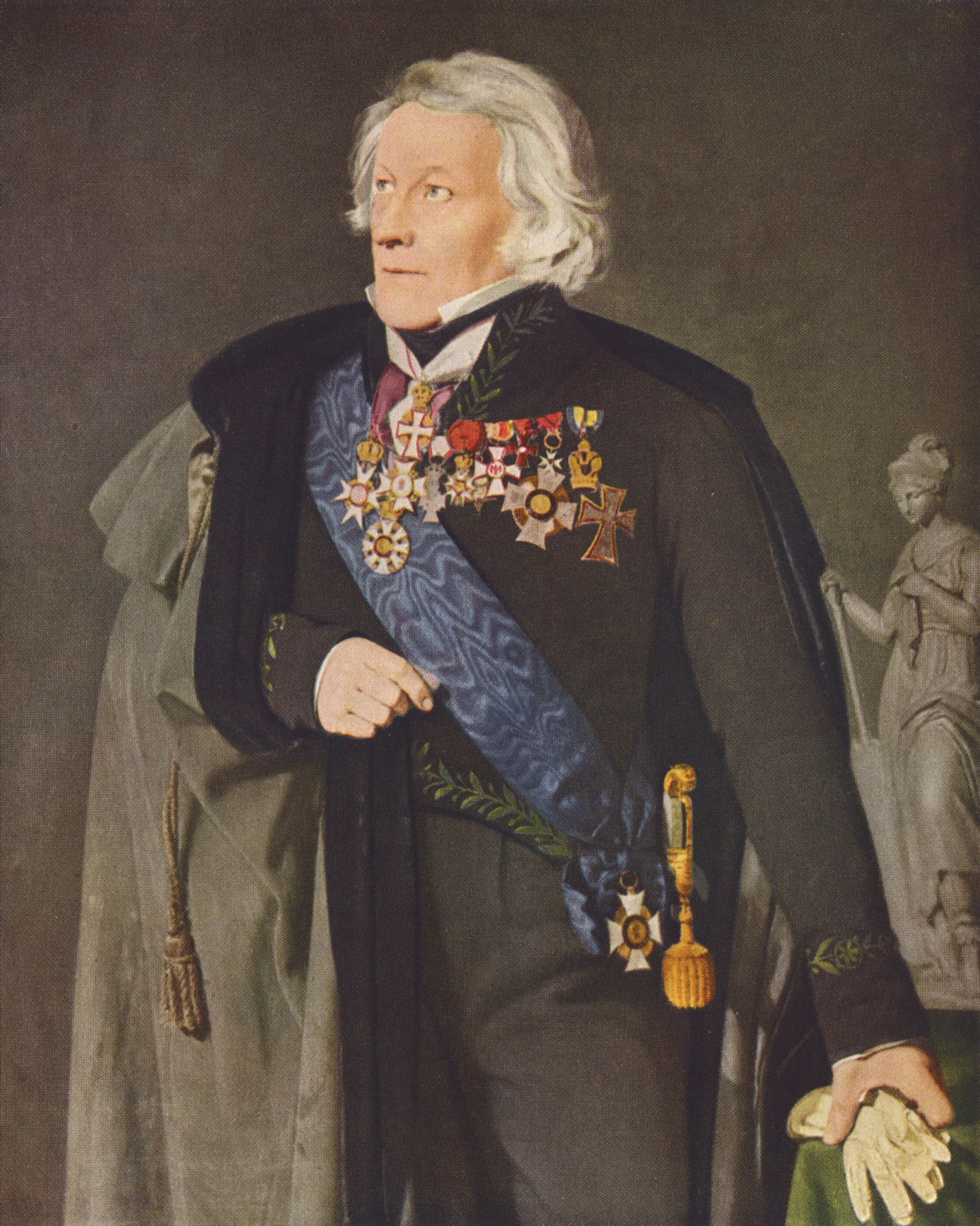
Портрет Б. Торвальдсена (1839)
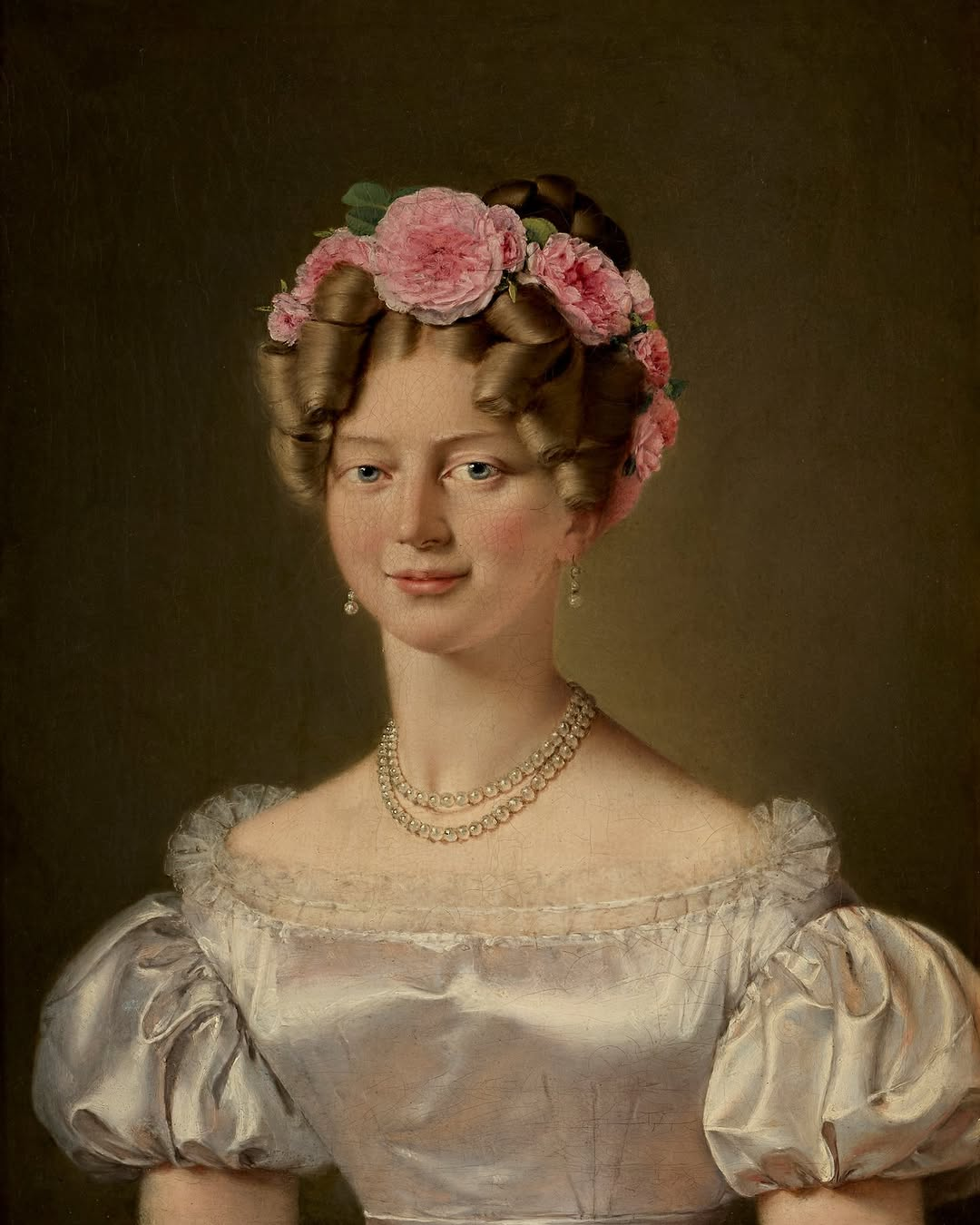
Портрет принцессы Вильгельмины (1808)
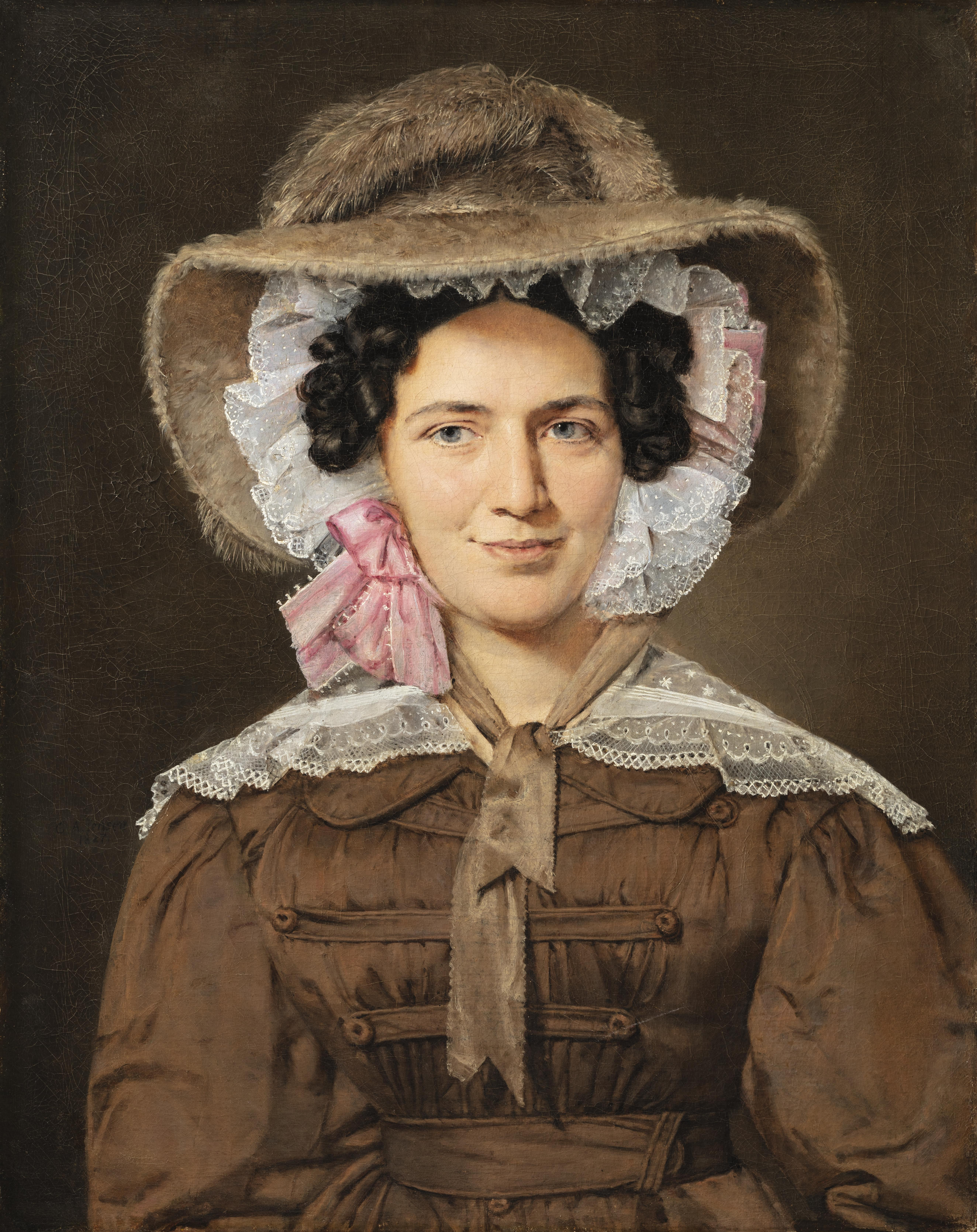
Портрет Кристины Стампе (1827)
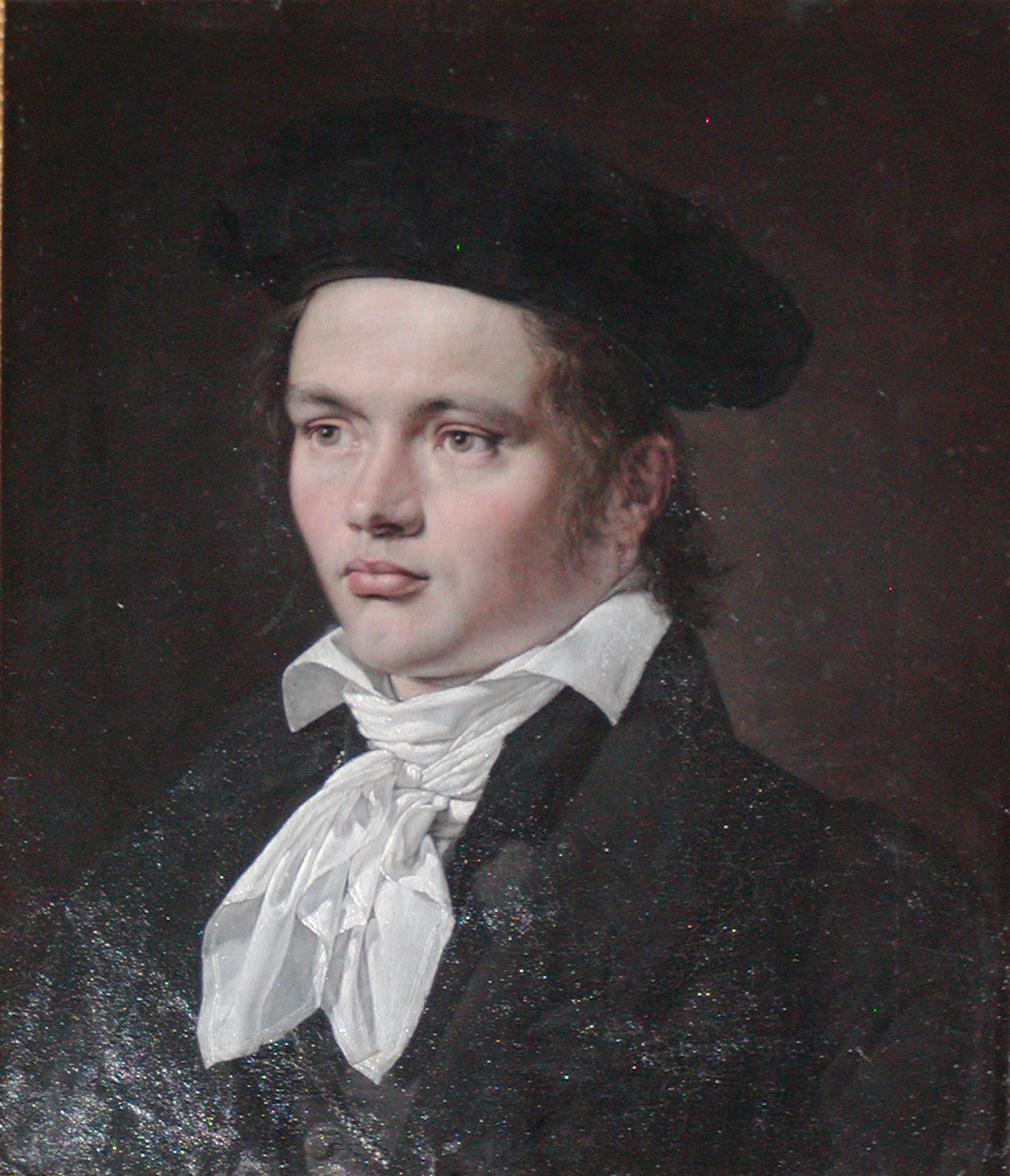
Портрет Германа Эрнста Фройнда (1818-1820)
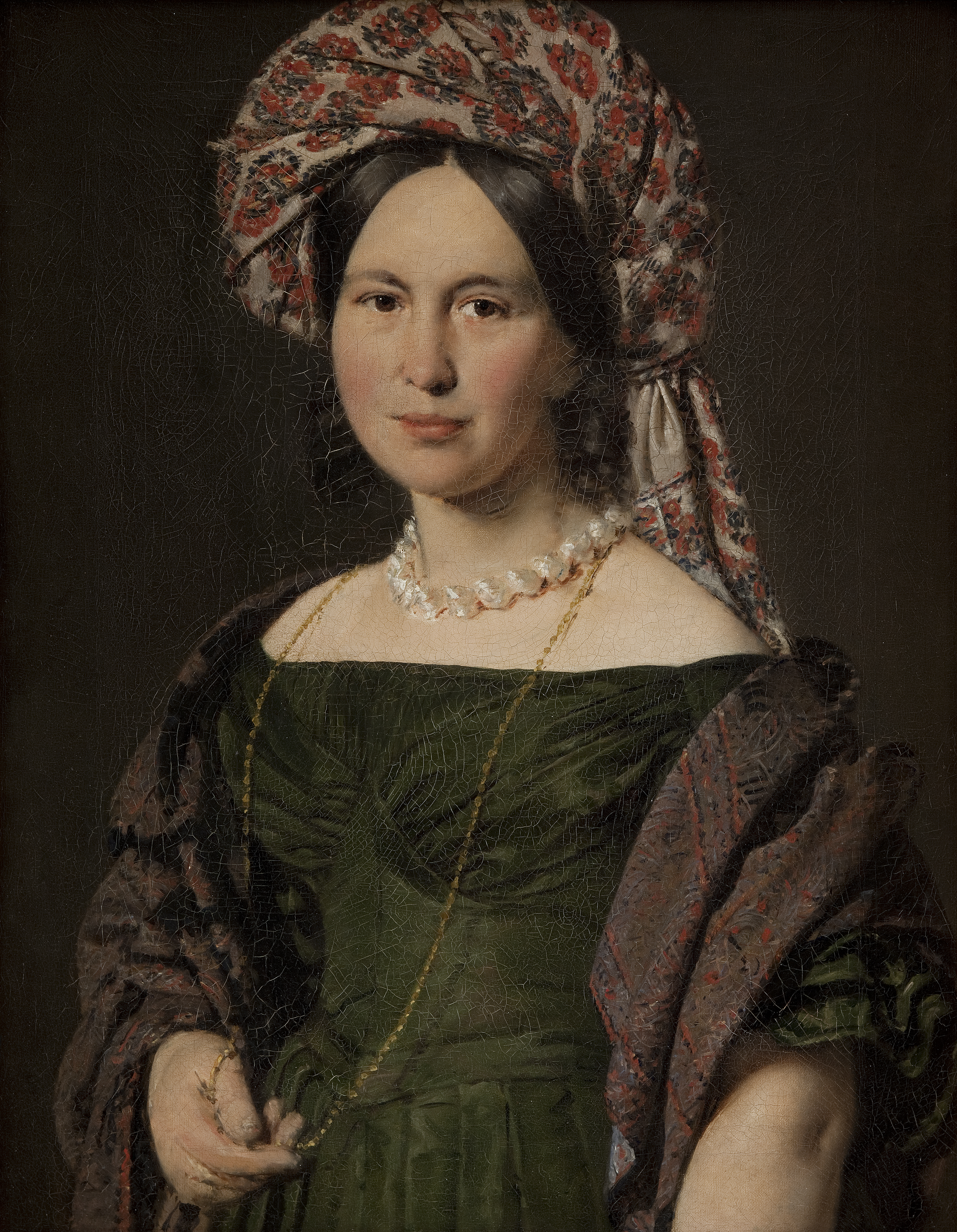
Портрет жены художника в тюрбане
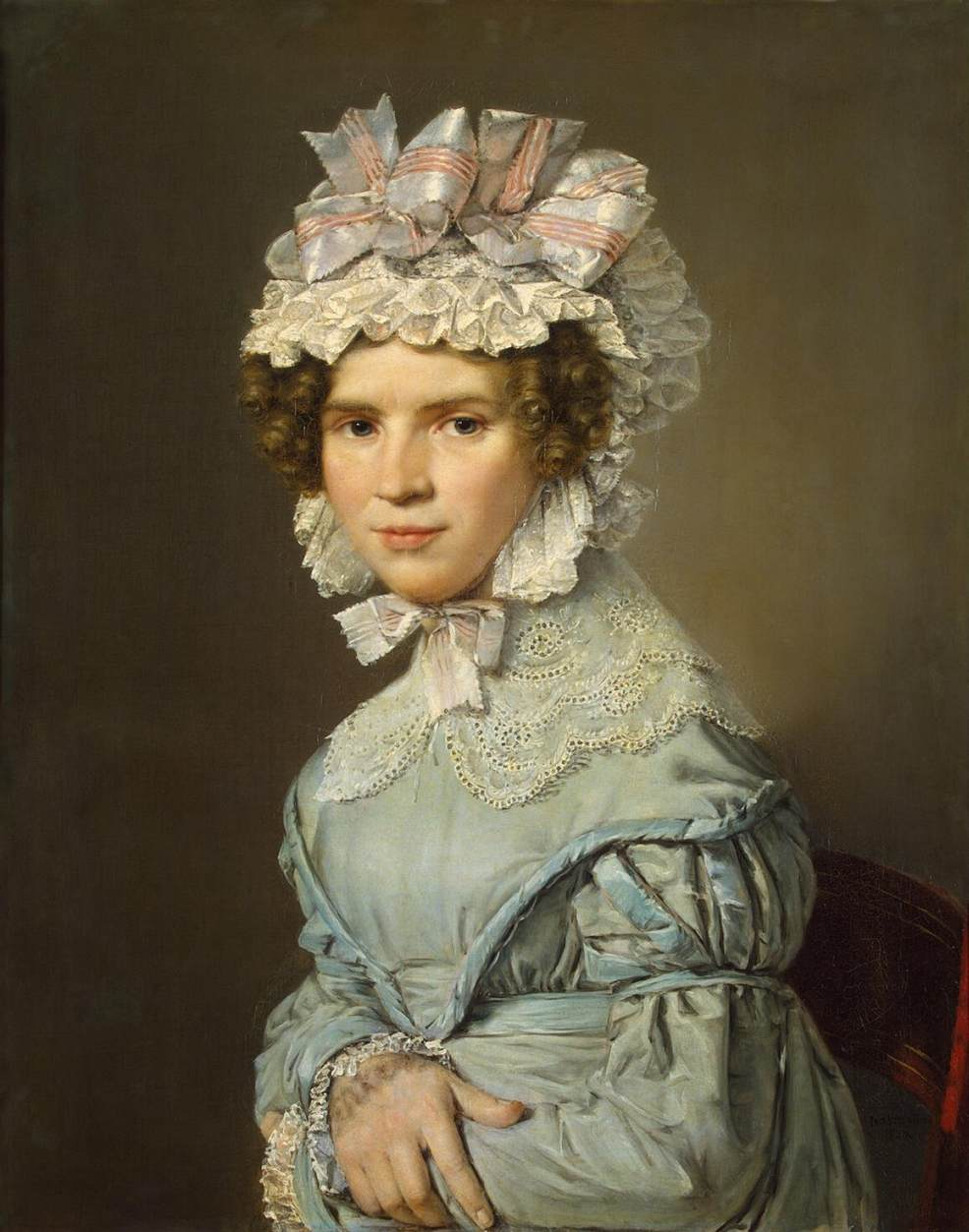
Портрет дамы в голубом
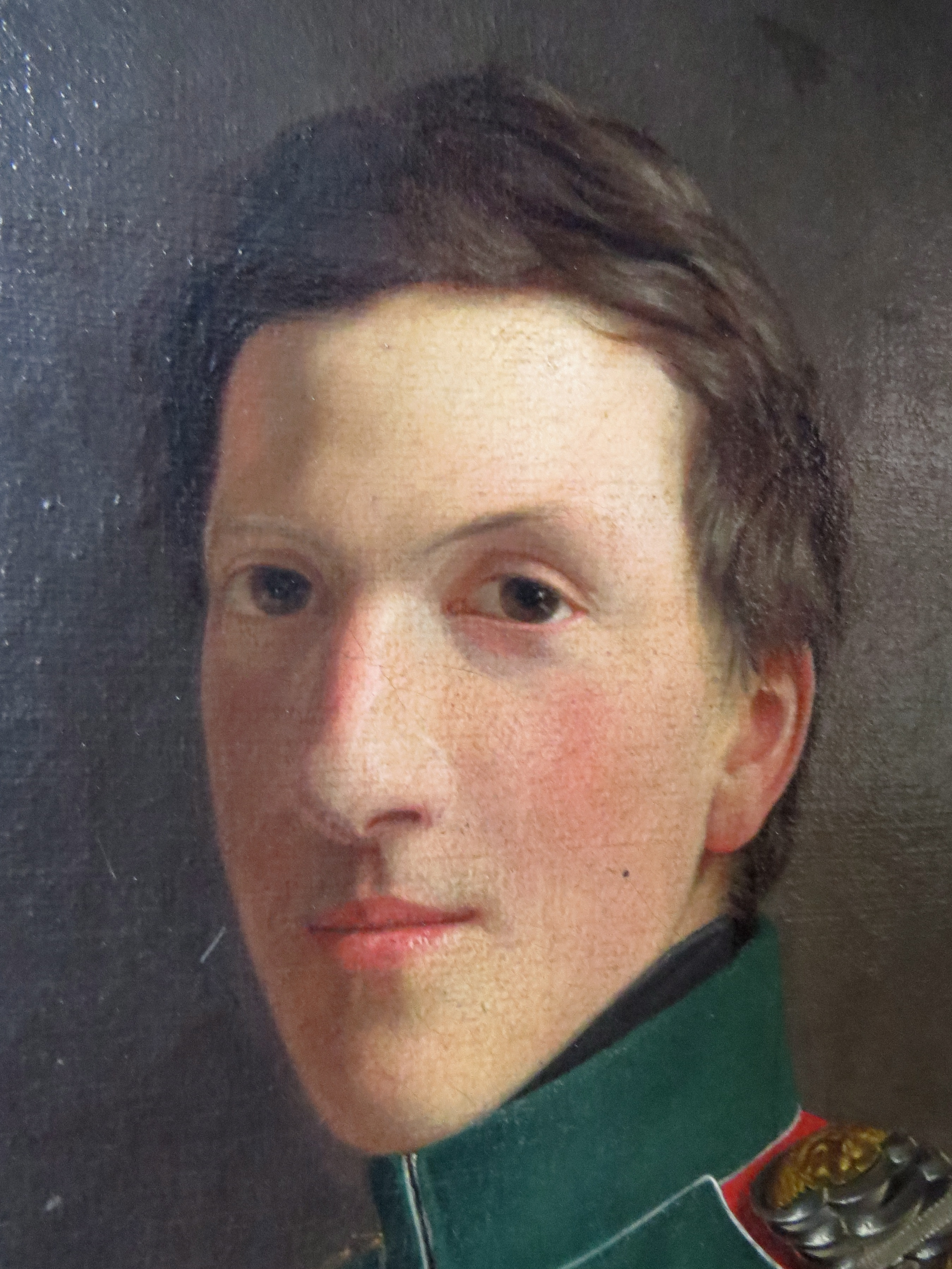
Портрет короля Фредерика VI
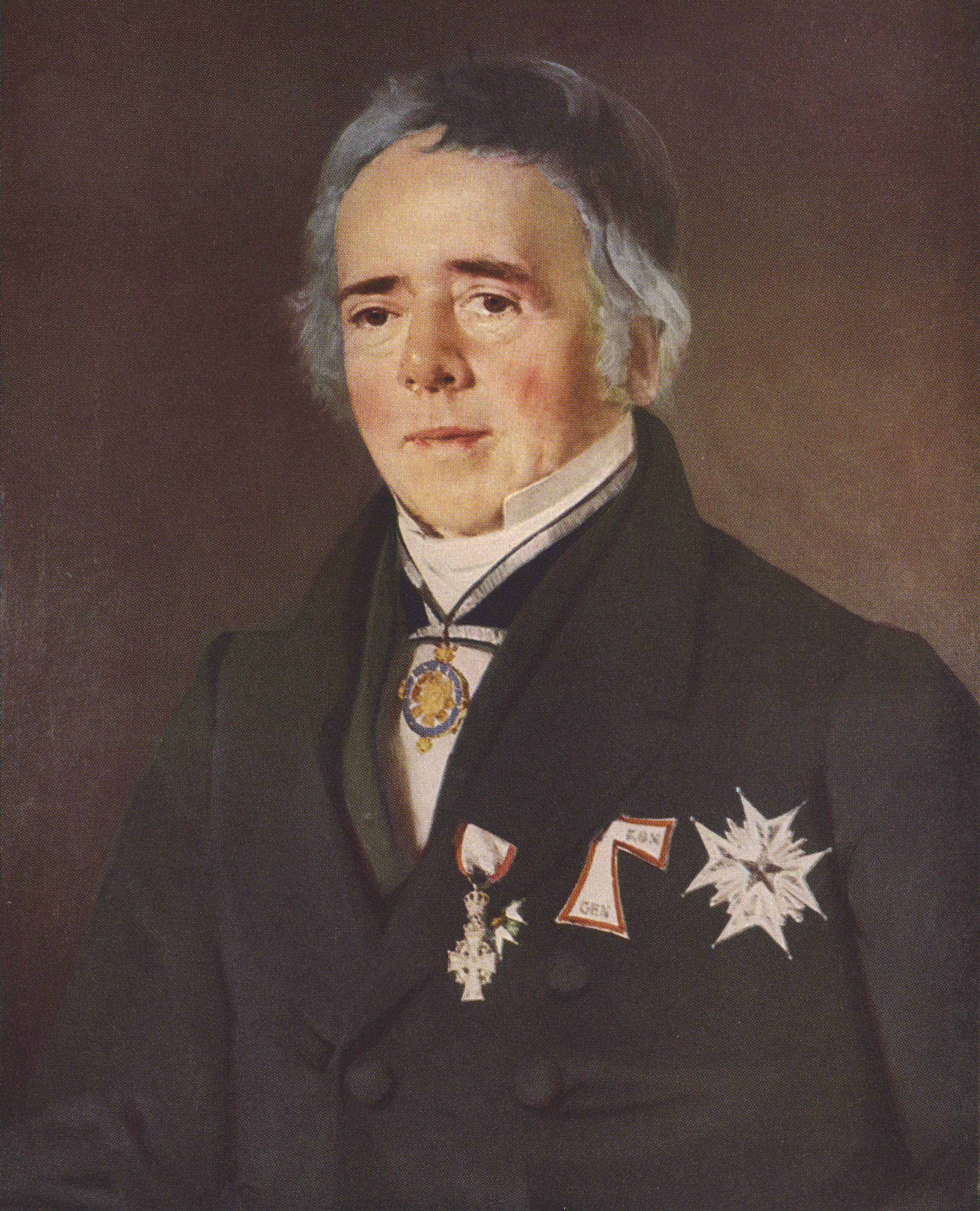
Портрет Ханса Кристиана Эрстеда (1842)
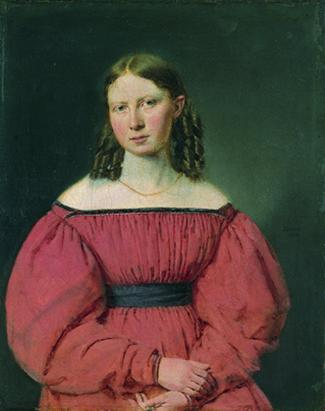
Портрет Амалии фон Вюрден
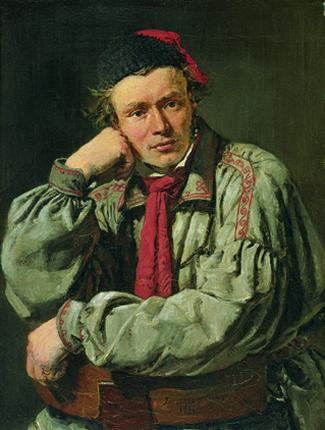
Портрет Германа Эрнста Фройнда (1835)
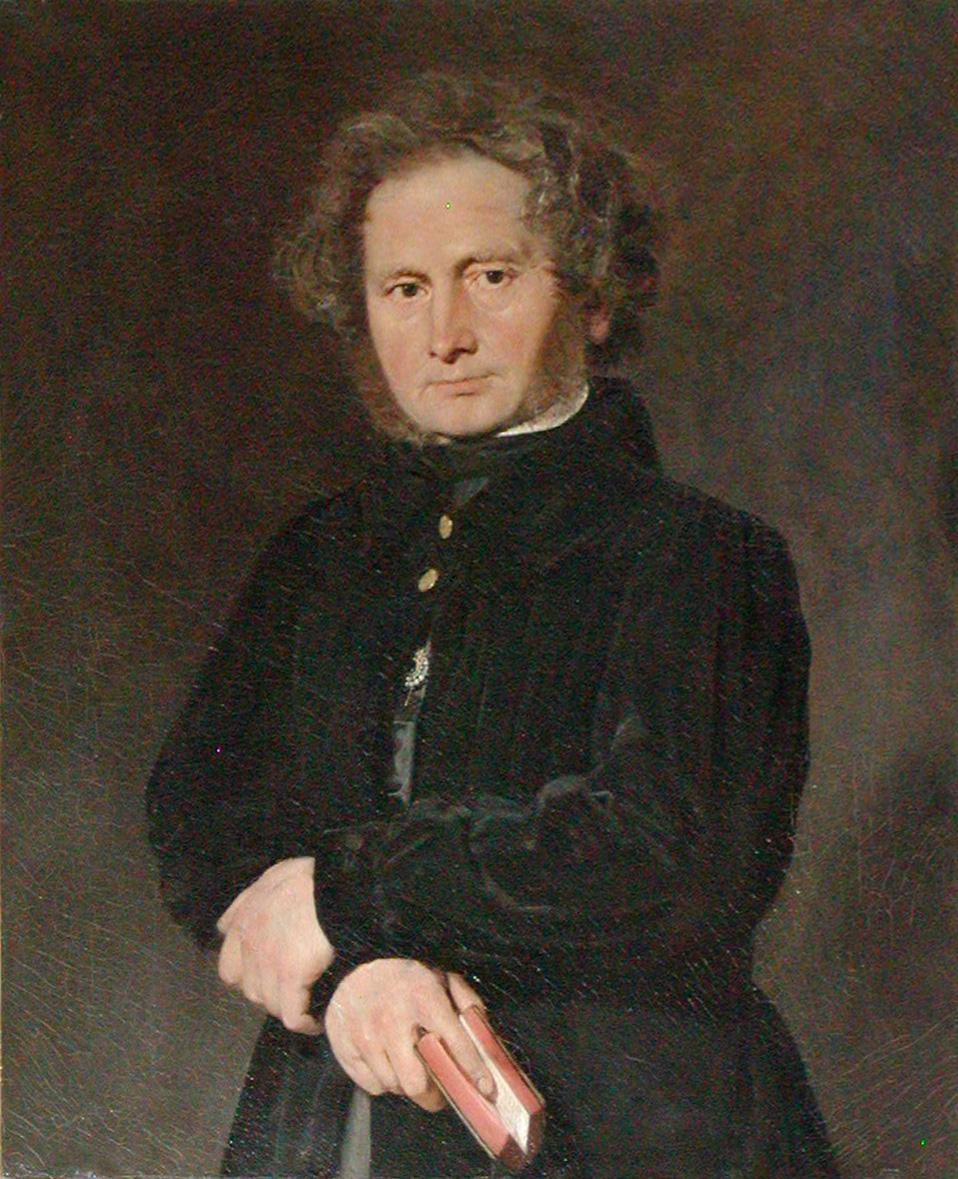
Портрет писателя Б. С. Ингемана
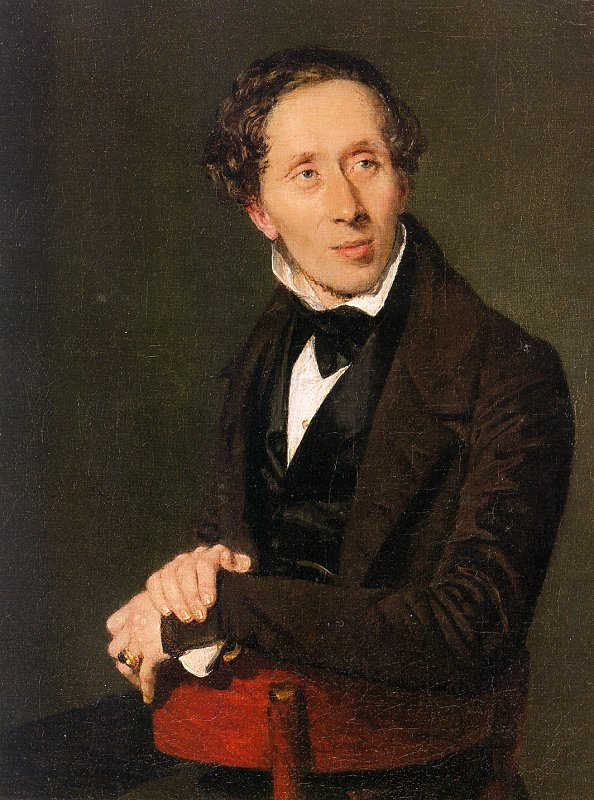
Портрет Х. К. Андерсена (1836)